# Padouch Bart
Padouch Bart (v anglickém originále Bart the Bad Guy) je 14. díl 31. řady (celkem 676.) amerického animovaného seriálu Simpsonovi. Scénář napsal Dan Vebber a díl režírovala Jennifer Moellerová. V USA měl premiéru dne 1. března 2020 na stanici Fox Broadcasting Company a v Česku byl poprvé vysílán 6. října 2020 na stanici Prima Cool.

## Děj
Springfielďané sledují superhrdinský film Vindicators Crystal War (parodii na Avengers: Infinity War) od Marble Cinematic Universe. Když film končí a záporák Brados zabíjí hrdiny filmu, publikum v kině je naštvané a netrpělivě očekává pokračování, které vyjde až na příští rok.
O jedenáct měsíců později – měsíc před vydáním závěrečného filmu Vindicators Crystal War 2 franšízy Vindicators – se Milhouse zranil, když se Bart pokusil o kousek z YouTube. Jedna z hvězd Vindicators, herec Glen Tangier, který hraje superhrdinu Airshota, si během návštěvy v nemocnici splete Milhouse s Bartem a usne. Bart ukradne jeho laptop a pustí si dosud nevydaný film. Nyní ví, jak film dopadne, a navštíví Komiksáka se snahou sdělit spoilery filmu za drahý komiks. Komiksák však místo toho film Bartovi daruje nabízené produkty, jen aby si nenechal filmový zážitek zkazit. Bart si uvědomuje, jakou má moc, když zná spoilery filmu, a proto se rozhodne vydírat Springfielďany pod hrozbou, že jim zkazí zážitek z očekávaného filmu. Když se pokusí vydírat svého otce, Homer mu sdělí, že je imunní vůči jeho spoilerové schopnosti, neboť se o filmy Vindicators nezajímá. Místo toho Homer využívá společně s Bartem jeho moci pro to, aby Vočko zaplatil útratu v hospodě. Líza zpočátku s Bartovým vydíráním nesouhlasí, ale když Bart donutí Airshota (respektive Tangiera), aby s ní na školní párty tancoval, Líza uzná, že vydírání neuškodí. Po rozhovoru s Tangierem si uvědomuje, že film bude brzy uveden do kin, a tak jeho vydírání stupňuje.
Milhouse nadává Bartovi za to, že předstíral falešnou identitu a že vydírá spoluobčany. Poté je však Bart unesen filmovým studiem Marble, který byl informován o Bartově vydírání a znalostech spoilerů. Díky virtuální realitě ho pracovníci studia přiměli uvěřit, že jeho spoilery ve skutečnosti zabijí hrdiny filmu v jejich vesmíru, pokud je prozradí. Bart odmítá vyzradit spoilery záporákovi filmu, aby zachránil hrdiny, což uspokojuje pracovníky studia. Bart uvěřil virtuální realitě, spoilery nikomu nevyzradil a přestal vydírat Springfielďany. První diváci ve Springfieldu, kteří film viděli v kině, však děj vyzradili na internetu.

## Přijetí
Dennis Perkins z The A.V. Clubu udělil dílu hodnocení B, přičemž pochválil parodické prvky, ale příběh Homera a Marge považoval za slabý.
Jesse Schedeen z IGN udělil epizodě známku 8/10 a napsal: „Pokud se na díl Padouch Bart díváte pouze proto, abyste viděli, jak Marvel sráží na kolena, možná budete trochu zklamaní. (…) Naštěstí díl nachází jiné, lepší cesty k prozkoumání, zesměšňuje spoilerovou kulturu a známý vzorec se díky ní opět stává svěžím a vzrušujícím.“.
Tony Sokol z Den of Geek napsal: „Padouch Bart zasáhl samotné srdce celé komiksové kultury. (…) Simpsonovi zůstávají v této epizodě aktuální a zároveň jemně odkazují na komiksové konspirace a satirizují je.“. Dílu udělil 3 hvězdičky z 5.